# Wincenty Witosławski
Wincenty Witosławski (ur. ok. 1840, zm. 10 sierpnia 1899 w Wełdzirzu) – dyrektor dóbr baronów Popperów, poseł na Sejm Krajowy Galicji VI Kadencji (1893-1895) z okręgu Dolina, marszałek Rady powiatu dolińskiego.
Popełnił samobójstwo strzałem z rewolweru. Był żonaty, jego braćmi byli: rejent we Lwowie, burmistrz w Kołomyi, aptekarz w Borszczowie. 